# Jerusalém na Cristandade
O papel de Jerusalém no cristianismo do primeiro século, durante o ministério de Jesus e a Era Apostólica, conforme registrado no Novo Testamento, lhe confere grande importância.

## Novo Testamento
De acordo com o Novo Testamento, Jerusalém era a cidade para a qual Jesus foi levado quando criança, para ser apresentado no Templo (Lucas 2,22) e para assistir a festivais (Lucas 2,41). De acordo com os evangelhos canônicos, Jesus pregou e curou em Jerusalém, especialmente nos tribunais do templo. Os eventos de Pentecostes no livro de Atos do Novo Testamento também ocorreram neste local. Há também um relato da limpeza do Templo por Jesus no Pátio do Templo, expulsando vários comerciantes do recinto sagrado (Marcos 11,15, ver também Marcos 11). No final de cada um dos evangelhos, há relatos da Última Ceia de Jesus em um "Cenáculo" em Jerusalém, sua prisão no Getsêmani, seu julgamento, sua crucificação no Gólgota, seu sepultamento nas proximidades, sua ressurreição e ascensão, e sua profecia para retornar.
Os Atos dos Apóstolos e as epístolas Paulinas mostram Tiago, o Justo, irmão de Jesus, como líder da igreja primitiva de Jerusalém. Ele e seus sucessores foram o foco dos cristãos judeus até a destruição da cidade pelo imperador Adriano em 135.

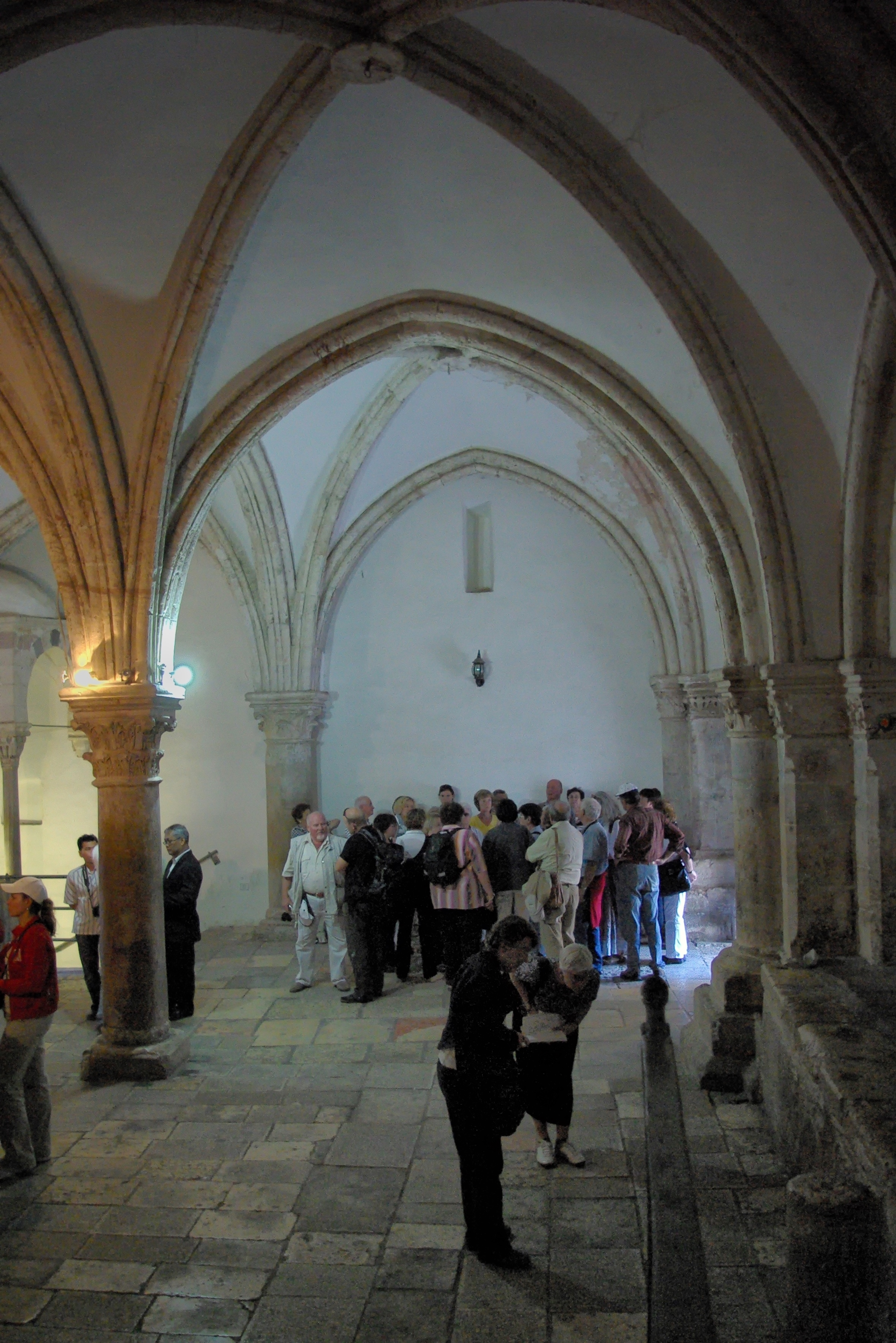
O Cenáculo no Monte Sião, afirmava ser o local da Última Ceia e Pentecostes. Bargil Pixner afirma que a Igreja dos Apóstolos original está localizada sob a estrutura atual.

A tradição cristã afirma que o lugar da Última Ceia é o Cenáculo, no segundo andar de um edifício no Monte Sião, onde a tumba de Davi está supostamente no primeiro andar. O arqueólogo bíblico Bargil Pixner afirma ter encontrado três paredes da estrutura original ainda hoje extintas. O lugar da oração angustiada e da traição de Jesus, Getsêmani, está provavelmente algures perto da Igreja de Todas as Nações no Monte das Oliveiras. O julgamento de Jesus perante Pôncio Pilatos pode ter ocorrido na Fortaleza Antônia, ao norte da área do Templo. Popularmente, o pavimento externo onde o julgamento foi realizado fica sob o Convento das Irmãs de Sião. Outros cristãos acreditam que Pilatos julgou Jesus no palácio de Herodes no monte Sião.
A Via Dolorosa, ou caminho do sofrimento, é a rota tradicional para o Gólgota, local da crucificação, e é uma importante peregrinação. O percurso termina na Igreja do Santo Sepulcro (talvez o lugar mais sagrado para os cristãos). O Santo Sepulcro é tradicionalmente considerado o local do Gólgota e da tumba próxima de Jesus. A igreja original foi construída em 336 por Constantino I. O Jardim da Tumba é um local de peregrinação popular próximo ao Portão de Damasco. Foi sugerido por Charles George Gordon que este local, ao invés do Santo Sepulcro, é o verdadeiro lugar do Gólgota.
O historiador de Jerusalém Dan Mazar relatou em uma série de artigos na Jerusalem Christian Review sobre as descobertas arqueológicas feitas neste local por seu avô, o professor Benjamin Mazar, que incluíam as escadas de ascensão do século I, onde Jesus e seus discípulos também pregaram como a mikvá usada por peregrinos judeus e peregrinos cristãos. Grande parte desta área também foi descoberta pelas escavações conduzidas pelo ancião Mazar.

## Cristianismo primitivo

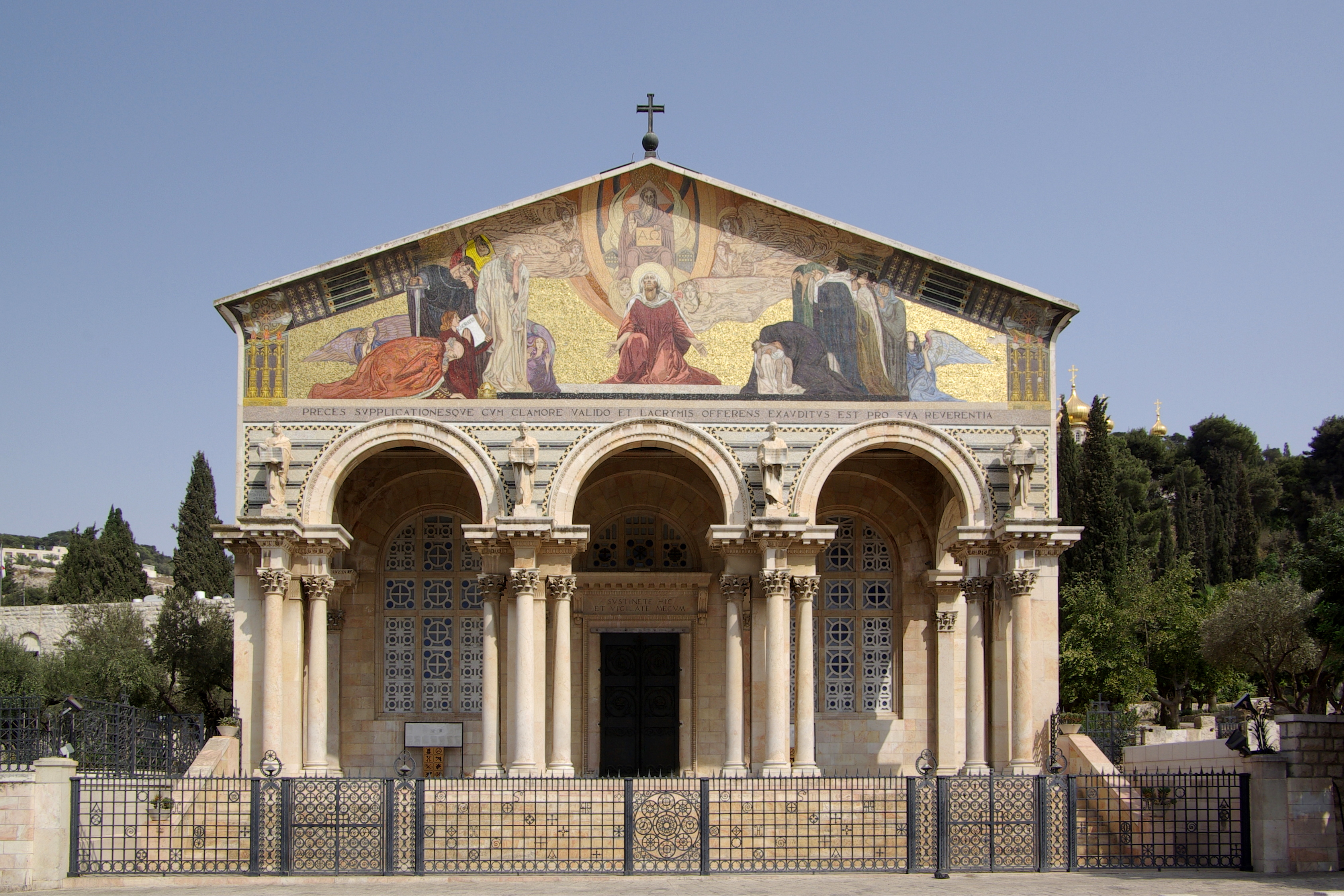
A Igreja de Todas as Nações perto do Monte das Oliveiras.

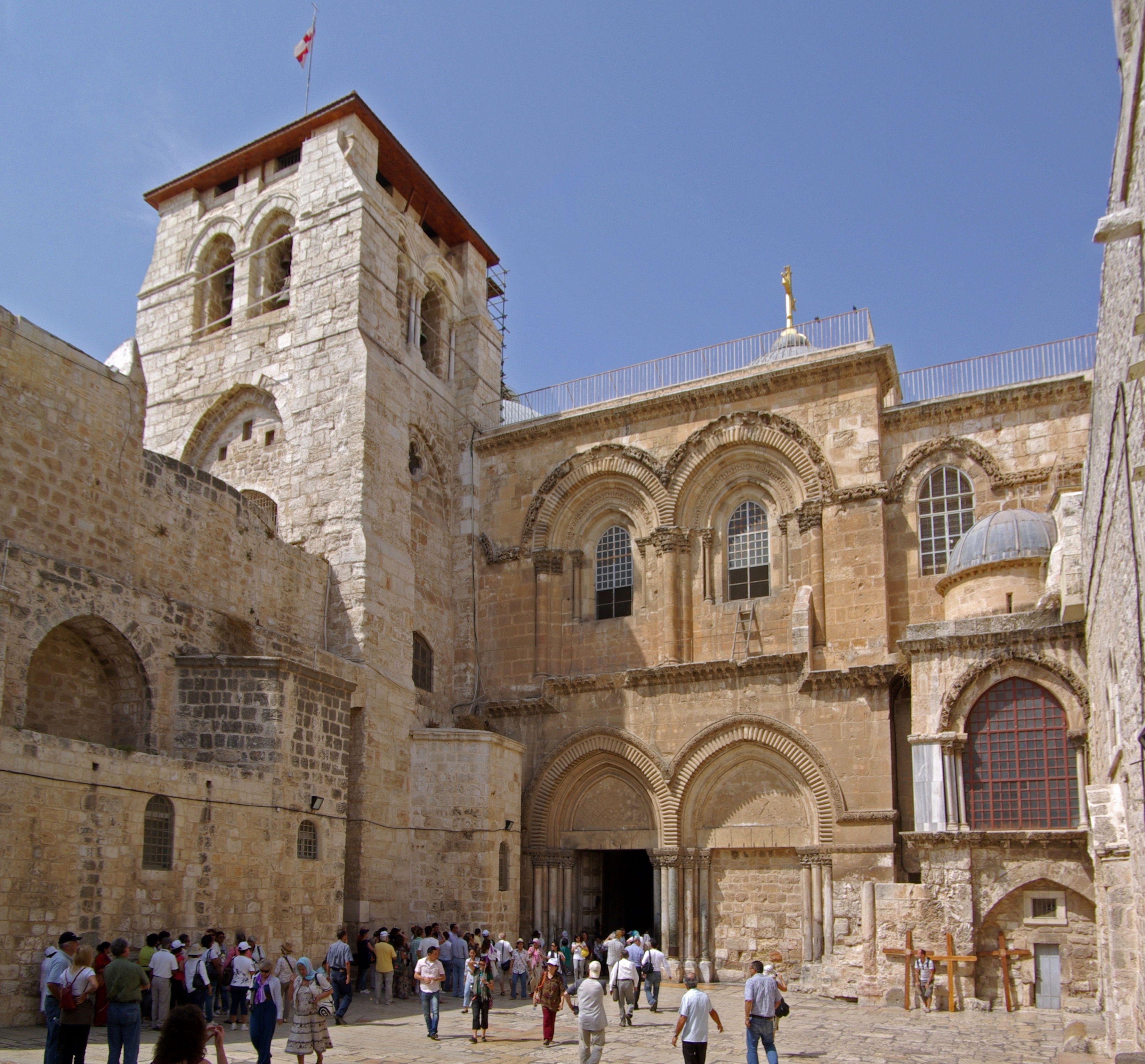
Entrada principal da Igreja do Santo Sepulcro.

A exclusão dos judeus da nova cidade de Élia Capitolina significou que os bispos gentios foram nomeados sob a autoridade dos Metropolitas de Cesareia e, em última instância, dos Patriarcas de Antioquia. O significado geral de Jerusalém para os cristãos fora da Terra Santa entrou em um período de declínio durante a perseguição aos cristãos no Império Romano, mas foi retomado por volta de 325 quando o imperador Constantino I e sua mãe, Helena, dotaram Jerusalém com igrejas e santuários, tornando-o o principal centro de peregrinação cristã, (ver também Constantino I e o Cristianismo). Helena é lembrada como apadroeira dos arqueólogos e (de acordo com o historiador da igreja Sócrates de Constantinopla) afirmou ter encontrado (com a ajuda do Bispo Macário de Jerusalém) a Verdadeira Cruz, após remover um templo de Vênus que havia sido construído sobre o sítio. Jerusalém recebeu reconhecimento especial em Canon VII do I Concílio de Nicéia, em 325, ainda sem se tornar um patriarcado. A data tradicional de fundação da Irmandade do Santo Sepulcro (que guarda os lugares sagrados cristãos na Terra Santa) é 313, que corresponde à data do Édito de Milão que legalizou o Cristianismo no Império Romano. O Concílio de Calcedônia em 451 elevou o bispo de Jerusalém ao posto de patriarca, junto com Roma, Constantinopla, Alexandria e Antioquia. No entanto, a política bizantina significou que Jerusalém simplesmente passou da jurisdição síria de Antioquia para as autoridades gregas em Constantinopla. Por séculos, o clero grego dominou a igreja de Jerusalém. Enquanto isso, a igreja romana nunca aceitou a Pentarquia e, em vez disso, reivindicou a primazia (ver Supremacia papal e Grande Cisma). Por outro lado, a noção antiga da primazia da Igreja de Jerusalém foi preservada em vários textos, como a lista medieval antiga conhecida como "Limites dos Cinco Patriarcados" (em grego:  Γνώσις και επίγνωσις των πατριαρχών θρόνων).

## Tradições medievais

### Conquista muçulmana do Levante
Em 638, Sofrônio, Patriarca de Jerusalém, entregou as chaves da cidade às forças muçulmanas do califa Omar. As autoridades muçulmanas em Jerusalém não foram amáveis com os seus súbditos cristãos, obrigando-os a viver uma vida de "discriminação, servidão e humilhação".

### Primeira Cruzada
Os maus tratos aos cristãos só piorariam à medida que os exércitos da Primeira Cruzada se aproximou de Jerusalém. Temendo que os cristãos orientais tivessem conspirado com os cruzados que se aproximavam, as autoridades muçulmanas de Jerusalém massacraram grande parte da população cristã da cidade, vendo os afortunados escapar da cidade aterrorizados. Enquanto os Cruzados esperavam proteger os peregrinos cristãos que tinham sido atacados e mortos pelos turcos, para proteger os lugares santos cristãos que tinham sido destruídos pelo califaAláqueme Biamir Alá, e de fato estavam vindo em resposta aos pedidos de ajuda de o imperador bizantino cristão oriental Aleixo I Comneno, não há evidência de qualquer conspiração.
Em 15 de julho de 1099, o exército da Primeira Cruzada capturou Jerusalém. A maior parte da população da cidade foi morta, com exceção dos cristãos orientais. Eles foram, no entanto, exilados da cidade, pois seus novos governantes latinos acreditavam que eles estavam conspirando com os muçulmanos. Jerusalém se tornou a capital de um 'Reino Latino' com uma igreja latina e um Patriarca Latino, todos sob a autoridade do Papa. O primeiro governante latino da cidade, Godofredo de Bulhão, foi eleito em 1099. Por humildade e deferência a Jesus, recusou-se a ser chamado rei numa cidade onde pensava que só Jesus tinha o direito de ser chamado rei; chamar-se-ia apenas o protetor de Jerusalém. Ao longo do seu breve reinado como protetor, Godofredo lutou para aumentar a população de Jerusalém até à sua morte em 1100. Em 1100, foi sucedido pelo seu irmão Balduíno I que, ao contrário de Godofredo, estava disposto a assumir o título de Rei de Jerusalém. Com a população de Jerusalém diminuindo, Balduíno I, já em 1115, ofereceu aos cristãos da Transjordânia uma seção de Jerusalém. Esses cristãos costumavam ser alvo de agressão muçulmana e, portanto, aceitaram prontamente a proposta de Balduíno. Em 1187, quando Saladino conquistou a cidade, o Santo Sepulcro e muitas outras igrejas foram devolvidos aos cuidados dos cristãos orientais.

## Antigo moderno e moderno
Do século XVII ao XIX, várias nações católicas europeias fizeram uma petição ao Império Otomano pelo controle católico dos "lugares sagrados". Os franciscanos são os guardiões católicos tradicionais dos lugares sagrados. O controle oscilou entre as igrejas do ocidente e do oriente durante esse período. O Sultão Abdul Mejide I (1839-1861), talvez por desespero, publicou um firman que apresentado em detalhe os direitos exatas e responsabilidade de cada comunidade no Santo Sepulcro. Este documento ficou conhecido como Status Quo e ainda é a base para o complexo protocolo do santuário. O Status Quo foi mantido pelo Mandato Britânico e pela Jordânia.
Após a guerra árabe-israelense de 1967 e a passagem da Cidade Velha para as mãos de israelenses, o Knesset aprovou uma lei protegendo os lugares sagrados. Atualmente, cinco comunidades cristãs têm direitos no Santo Sepulcro: o Patriarcado grego, os latinos (católicos romanos de rito ocidental), os armênios, os coptas e os siríacos ortodoxos.

## Jerusalém como alegoria para a Igreja
No Cristianismo, Jerusalém às vezes é interpretada como uma alegoria ou tipo da Igreja de Cristo. Existe uma vasta tradição apocalíptica que se concentra na Jerusalém celestial em vez da cidade literal e histórica de Jerusalém. Essa visão é defendida notavelmente na Cidade de Deus de Agostinho, um livro cristão popular do século V que foi escrito durante a queda do Império Romano Ocidental.